# Bagnoli (vino)
Il Bagnoli di Sopra, o più semplicemente Bagnoli, è un vino DOC della provincia di Padova che prende il nome dall'omonimo comune, una delle zone di produzione originaria più antica.
Viene prodotto inoltre nei comuni di Agna, Arre, Battaglia Terme, Bovolenta, Candiana, Due Carrare, Cartura, Conselve, Monselice, Pernumia, San Pietro Viminario, Terrassa Padovana e Tribano.

## Tipologie
- Rosso: da uve Cabernet franc (da 15% a 60%), Cabernet Sauvignon (da 15% a 60%), Carmenere (da 15% a 60%), Merlot (da 15% a 60%), Raboso Piave (da 15% a 60%) e Raboso Veronese (da 15% a 60%). Titolo alcolometrico minimo 11,0%. Ha colore rosso rubino se giovane, tendente al granato se invecchiato. L'odore è vinoso, piuttosto intenso, con profumo gradevole mentre il sapore è asciutto, intenso, vellutato e armonico.

- Rosato: da uve Raboso Piave (da 50% a 100%), Raboso Veronese (da 50% a 100%) e Merlot (da 0% a 40%). Titolo alcolometrico minimo 10,5%. Ha colore rosato tendente al rubino, odore leggermente vinoso con profumo gradevole e sapore asciutto o leggermente amabile, armonico.

- Bianco: da uve Chardonnay (da 30% a 70%), Sauvignon (da 20% a 60%), Tocai Friulano (da 20% a 60%), Raboso Piave (da 10% a 50%) e Raboso Veronese (da 10% a 50%). Titolo alcolometrico minimo 10,5%. Ha un colore paglierino, odore vinoso con gradevole profumo caratteristico e sapore asciutto o amabile, fine, sapido, vellutato.

- Spumante: da uve Raboso Piave (da 40% a 100%), Raboso Veronese (da 40% a 100%) e Chardonnay (da 20% a 100%). Titolo alcolometrico minimo 10,5%. Ha colore paglierino più o meno intenso, odore vinoso con gradevole profumo caratteristico e sapore asciutto o amabile, fine, sapido, vellutato.

- Passito: da uve Raboso Piave (da 75% a 100%) del biotipo locale Friularo. Titolo alcolometrico minimo 14,5%. Ha colore rosso rubino, tendente al granato se invecchiato, odore caratteristico, gradevole e sapore amabile, vellutato, caratteristico.

- Cabernet: da uve Cabernet franc (da 85% a 100%), Cabernet Sauvignon (da 85% a 100%) e Carmenere (da 85% a 100%). Titolo alcolometrico minimo 11,0%. Ha colore rosso rubino intenso tendente al rosso mattone o al granato con l'invecchiamento. L'odore è vinoso, caratteristico con profumo più intenso se invecchiato. Il sapore è asciutto, pieno, talora erbaceo, equilibrato, tannico di corpo, austero e vellutato se invecchiato.

- Friularo: da uve Raboso Piave (100.0%) del biotipo locale Friularo. Titolo alcolometrico minimo 11,0%. Ha colore rosso rubino carico, tendente al granato con l'invecchiamento. Odore vinoso, marcato, tipico, con sentori di marasca e di violetta con il prolungarsi dell'invecchiamento. Sapore secco, austero, sapido, giustamente tannico, leggermente acidulo.

- Merlot: da uve Merlot (da 85% a 100%). Titolo alcolometrico minimo 11,0%. Ha colore rosso rubino se giovane e tendente al granato se invecchiato, odore intenso, fruttato, un po' erbaceo, caratteristico e con profumo gradevole. Il sapore è asciutto, morbido, giustamente tannico, armonico.

Tra questi, i vini ottenuti con uve provenienti dal territorio comunale di Bagnoli di Sopra possono inoltre fregiarsi della qualificazione "classico" accanto al nome.

## Bagnoli Friularo
Dal 2011 il vino Bagnoli Friularo o Friularo di Bagnoli ha ottenuto il riconoscimento DOCG